# 峯岸進治
峯岸 進治（みねぎし しんじ / MINEGISHI SHINJI、1981年 - ）は日本の写真家。
東京都出身。東海大学中退。バックパッカーを経て2009年現在ベルリンを拠点に活動中。
カメラ雑誌「コマーシャルフォト」（2009年4月号）の特集「ベルリン在住フォトグラファーの風」としてAndre Rival、Peter Langerと共に紹介される。